# Українська республіканська контора Держбанку СРСР
Українська республіканська контора Держбанку СРСР — республіканська контора (філія) єдиного емісійного, касового та розрахункового центру СРСР, основного банку кредитування й фінансування народного господарства й населення (а з 1987 року — центрального банку Радянського Союзу) — Державного банку СРСР. Існувала в 1955—1991 роках.

## Історія
Державний банк СРСР був єдиною централізованою системою, яка безпосередньо підпорядковувалась Раді міністрів СРСР. Призначалися уповноважені правління Державного банку СРСР по Українській РСР (з 1946 року — Смирнов М.В.). 23 квітня 1954 року Держбанк СРСР було виділено зі складу Міністерства фінансів СРСР та проведено реформування банківської системи.
У 1955 році були створені республіканські контори Держбанку СРСР, в тому числі й Українську. Першим керуючим Української республіканської контори Держбанку СРСР був Коваленко Григорій Степанович.
Другим керуючим Української республіканської контори Держбанку СРСР з 1968 року по 1975 рік був Павленко Григорій Григорович.[джерело?]
Відповідно закону «Про банки і банківську діяльність», ухваленого Верховною Радою України 20 березня 1991 року, Українська республіканська контора Держбанку СРСР перетворювалася на Національний банк України зі статусом центрального емісійного банку держави. Цей документ також проголошував створення самостійної дворівневої банківської системи України ринкового типу, у якій першим рівнем є НБУ, а другим — інші банки.